# Lịch sử México

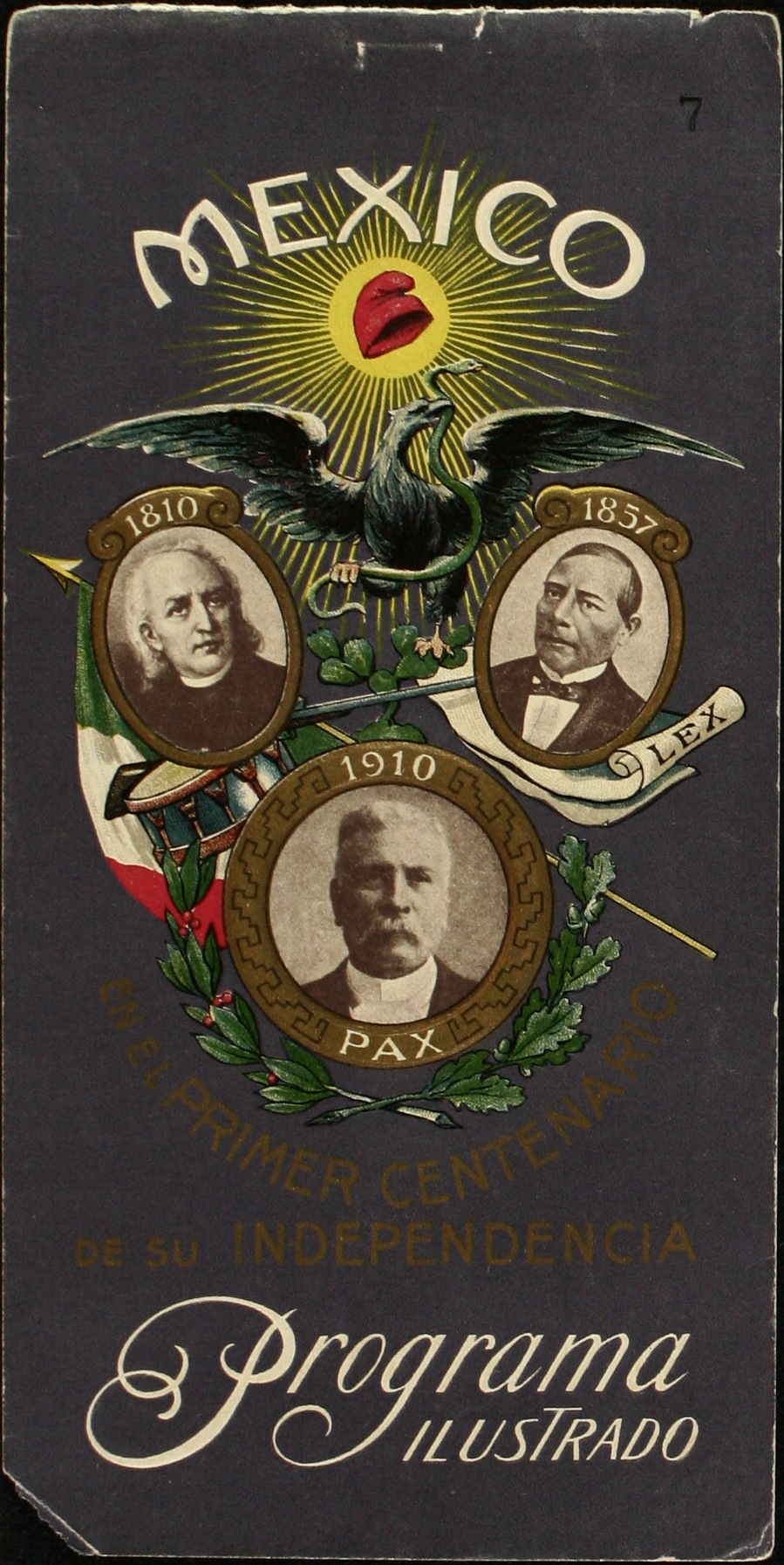
Chương trình lễ hội trăm năm độc lập của Mexico vào tháng 9 năm 1910, khẳng định tính liên tục lịch sử của Miguel Hidalgo, "Luật" của Benito Juárez và Porfirio Díaz, "Hòa bình", từ 1810 đến 1910.

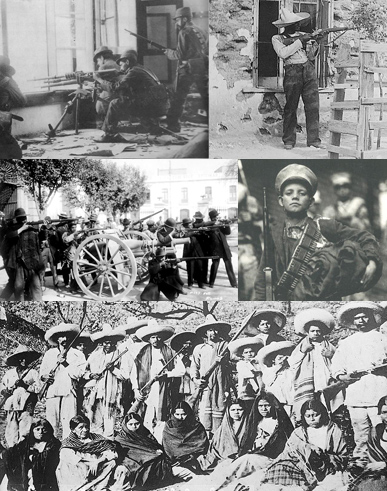
Cuộc cách mạng Mexico (1910-1920), lật đổ Porfirio Díaz và tiêu diệt Quân đội Liên bang Mexico

Lịch sử của Mexico kéo dài hơn ba thiên niên kỷ. Dân cư đầu tiên của vùng này cách đây hơn 13.000 năm, miền trung và miền nam Mexico, (được gọi là Trung Bộ châu Mỹ), đã chứng kiến sự trỗi dậy và sụp đổ của các nền văn minh bản địa phức tạp. Độc đáo ở Tây bán cầu, các nền văn minh Trung Bộ châu Mỹ đã phát triển các hệ thống chữ viết glyphic, ghi lại lịch sử chính trị của các cuộc chinh phạt và cai trị. Lịch sử Mesoamerica trước khi người châu Âu đến được khác nhau như gọi là thời đại thời tiền Tây và kỷ nguyên tiền Colombo.
Cuộc chinh phạt Mexico của Tây Ban Nha đã lật đổ Đế chế Aztec năm 1521 với sự trợ giúp của các đồng minh bản địa, tạo ra một thực thể chính trị được gọi là New Spain, bây giờ thường được gọi là "Mexico thuộc địa". Các chiến thắng của Tây Ban Nha được theo sau bởi các khu vực mở rộng vào Đế chế Tây Ban Nha. Vương miện Tây Ban Nha đã thiết lập sự trung thành của người Tây Ban Nha mới với địa điểm của thủ đô Tenochtitlan của người Aztec trở thành Thành phố Mexico. Thành phố Mexico trở thành và vẫn là trung tâm của sự cai trị chính trị. Trong thời kỳ thuộc địa, văn hóa bản địa của Mexico pha trộn với văn hóa châu Âu, tạo ra một nền văn hóa lai tạo nổi bật trong cách sử dụng ngôn ngữ địa phương: đất nước này là quốc gia đông dân nhất Tây Ban Nha trên thế giới và là nơi có số lượng người nói tiếng Mỹ bản địa lớn nhất ở Bắc Mỹ. Di sản của ba thế kỷ cai trị Tây Ban Nha (1521-1821) là một quốc gia có nền văn hóa Tây Ban Nha, Công giáo La Mã và chủ yếu là văn hóa phương Tây. Ba tổ chức chính của thời kỳ đầu thuộc địa là Giáo hội Công giáo La Mã và hệ thống phân cấp dân sự của Nhà nước, cả hai đều do chế độ quân chủ Tây Ban Nha kiểm soát. Vào cuối thế kỷ thứ mười tám, vương miện đã tạo ra một quân đội thường trực để bảo vệ chủ quyền của mình đối với lãnh thổ và ngăn chặn các cuộc xâm lược của nước ngoài. Quân đội hoàng gia và dân quân đã trở thành một cách để người Tây Ban Nha (criollos) sinh ra ở Mỹ có thể di chuyển lên cao khi các con đường tiến lên khác bị chặn bởi sự ưu tiên của vương miện Tây Ban Nha đối với người Tây Ban Nha gốc Bỉ (bán đảo) cho các văn phòng dân sự và giáo hội cao. Vì chính sách của nhà vua, Mexico không có truyền thống lãnh đạo hay tự trị. Sau một cuộc đấu tranh kéo dài (1810-1821) để giành độc lập, Tây Ban Nha mới trở thành quốc gia có chủ quyền của Mexico, với việc ký kết Hiệp ước Córdoba.
Khi giành độc lập vào năm 1821, nền kinh tế Mexico lâm vào cảnh hoang tàn, ngân khố trống rỗng và sự thống nhất ngắn ngủi của Mexico chống lại sự cai trị của Tây Ban Nha biến mất. Một thời kỳ ngắn ngủi của chế độ quân chủ (1821-23), Đế chế Mexico đầu tiên, bị lật đổ vào năm 1823. Cộng hòa Mexico, được thành lập theo hiến pháp liên bang năm 1824, coi Công giáo La Mã là tôn giáo duy nhất, và giữ các đặc quyền đặc biệt cho nhà thờ và quân đội, cả hai đều bảo thủ trong quan điểm chính trị của họ. Nền cộng hòa sơ khai là thời kỳ đình trệ kinh tế, bất ổn chính trị và xung đột giữa phe bảo thủ và tự do, với quân đội là lực lượng chính cho sự can thiệp bảo thủ vào chính trị. Cũng như các quốc gia Mỹ Tây Ban Nha mới độc lập khác, một người mạnh về quân sự (caudillo), Tướng bảo thủ Antonio López de Santa Anna, thống trị chính trị trong một thời kỳ được gọi là Thời đại của Santa Anna. Quân đội đã bảo vệ chủ quyền của đất nước khi Tây Ban Nha cố gắng chiếm lại Mexico, người Pháp đã xâm chiếm để thu nợ và những người định cư Anh-Mỹ ở Texas đã chiến đấu để giành độc lập. Vào năm 1846, Hoa Kỳ đã kích động Chiến tranh Hoa Kỳ của người Mexico, kết thúc hai năm sau đó với việc Mexico nhượng lại gần một nửa lãnh thổ của mình thông qua Hiệp ước Guadalupe Hidalgo cho Hoa Kỳ. Những người tự do Mexico đã lật đổ ông năm 1854, khởi xướng La Reforma, một phong trào tự do hóa. Hiến pháp Mexico năm 1857 đã quy định các nguyên tắc của chủ nghĩa tự do trong pháp luật, đặc biệt là sự tách biệt giữa nhà thờ và nhà nước và cá nhân trước pháp luật, tước bỏ các thực thể công ty (Giáo hội Công giáo và cộng đồng bản địa) có địa vị đặc biệt. Cải cách này đã châm ngòi cho một cuộc nội chiến giữa những người tự do, những người bảo vệ hiến pháp và những người bảo thủ, những người chống lại nó. Cuộc chiến cải cách đã chứng kiến sự thất bại của phe bảo thủ trên chiến trường, nhưng họ vẫn mạnh mẽ và nhân cơ hội mời nước ngoài can thiệp chống lại phe tự do để đưa ra lý do của chính họ. Pháp xâm chiếm Mexico vào năm 1861 với lý do thu các khoản vay mặc định cho chính phủ Benito Juárez, nhưng theo lời mời của những người bảo thủ Mexico đang tìm cách khôi phục chế độ quân chủ ở Mexico, đã đặt Maximilian I lên ngai vàng Mexico. Hoa Kỳ, tham gia vào cuộc nội chiến của chính họ vào thời điểm đó (1861, 65), đã không cố gắng chống lại cuộc xâm lược của Pháp. Pháp đã rút lại sự ủng hộ của Maximilian vào năm 1867; chế độ quân chủ chuyên chế của ông nhanh chóng sụp đổ, và ông đã bị xử tử. Cộng hòa được khôi phục (1867 cường76) đã mang lại Benito Juárez tự do làm tổng thống, nhưng những người tự do tham gia vào các cuộc đấu tranh tư tưởng khốc liệt giữa họ giữa những người ủng hộ Hiến pháp cấp tiến năm 1857 và những người tự do ôn hòa. Sau cái chết của Juárez, Sebastian Lerdo de Tejada ôn hòa đã kế vị anh ta nhưng bị Tướng Porfirio Díaz, một anh hùng của chiến thắng Mexico đánh bại Pháp. Díaz đã dẫn dắt Mexico đến một thời kỳ ổn định và tăng trưởng kinh tế. Trong thời Porfiriato (1876-1911), Díaz đã thúc đẩy trật tự và tiến bộ, đàn áp bạo lực, hiện đại hóa nền kinh tế và mời một dòng vốn đầu tư nước ngoài, trong khi duy trì hiến pháp tự do năm 1857, nhưng ông đã từ bỏ lời hứa từ chức năm 1910, dẫn đến các cuộc biểu tình và bạo lực lan rộng.
Sự bùng nổ của Cách mạng Mexico năm 1910 đã khởi đầu một thời kỳ nội chiến hỗn loạn kéo dài đến năm 1920. Chủ sở hữu bất động sản giàu có Francisco I. Madero đoàn kết các nhóm đối lập với Díaz, bao gồm trí thức tự do, nhà hoạt động lao động công nghiệp và nông dân tìm kiếm đất đai. Díaz bị buộc phải lưu vong vào tháng 5 năm 1911. Madero được bầu một cách dân chủ vào cuối năm nay, nhưng đã bị lật đổ vào tháng 2 năm 1913 bởi những kẻ phản động, khi Tướng Victoriano Huerta nắm quyền. Các lực lượng chống Huerta ở phía bắc thống nhất dưới thời Venustiano Carranza, một chính trị gia địa phương và chủ sở hữu và là lãnh đạo của phe lập hiến. Ở Morelos, nông dân dưới thời Emiliano Zapata độc lập cũng phản đối Huerta. Cuộc xung đột không được thống nhất về chính trị hay quân sự, và bạo lực đã không xảy ra ở tất cả các vùng của đất nước. Ở phía bắc, xung đột đã diễn ra với các đội quân có tổ chức dưới các tướng lãnh hiến pháp như Pancho Villa và Alvaro Obregón; và ở trung tâm, đặc biệt là bang Morelos, nông dân theo đuổi chiến tranh du kích. Phe lập hiến đã chiến thắng trong cuộc nội chiến, và Carranza được bầu làm tổng thống năm 1917. Chiến tranh đã giết chết một phần mười dân số của quốc gia và đưa nhiều người Mexico qua biên giới phía bắc vào Hoa Kỳ. Một khung pháp lý mới đã được thiết lập trong Hiến pháp năm 1917, đảo ngược nguyên tắc, được thiết lập dưới thời Díaz, mang lại quyền tài sản tuyệt đối cho các cá nhân. Các tướng cách mạng miền Bắc Alvaro Obregón và Plutarco Elías Calles từng phục vụ một nhiệm kỳ tổng thống bốn năm sau khi kết thúc cuộc xung đột quân sự năm 1920. Vụ ám sát tổng thống đắc cử Obregón năm 1928 đã dẫn đến một cuộc khủng hoảng kế nhiệm tổng thống, được giải quyết bằng việc thành lập một đảng chính trị vào năm 1929 bởi Calles, bây giờ được gọi là Đảng Cách mạng Thể chế, nắm giữ quyền lực tổng thống liên tục cho đến năm 2000.
Thời kỳ hậu tiến hóa thường được đánh dấu bằng hòa bình chính trị, theo đó các xung đột không được giải quyết bằng bạo lực. Thời kỳ này đã được đánh dấu bằng những thay đổi trong chính sách và sửa đổi Hiến pháp Mexico năm 1917 để cho phép các chính sách kinh tế phi chính trị. Sau khi thành lập năm 1929, tiền thân của Học viện Partido Revolucionario (PRI), đảng này đã kiểm soát hầu hết chính trị quốc gia và nhà nước sau năm 1929, và quốc hữu hóa ngành công nghiệp dầu mỏ vào những năm 1930. Trong Thế chiến II, Mexico là một đồng minh mạnh mẽ của Hoa Kỳ, và được hưởng lợi đáng kể bằng cách cung cấp kim loại để xây dựng vật liệu chiến tranh cũng như các công nhân nông trại khách, người đã giải phóng những người đàn ông Mỹ gốc Hoa để chiến đấu ở nước ngoài. Mexico nổi lên từ Thế chiến II với sự giàu có và ổn định chính trị và mở ra một thời kỳ tăng trưởng kinh tế lớn, thường được gọi là Phép lạ Mexico. Nó được tổ chức xung quanh các nguyên tắc công nghiệp hóa thay thế nhập khẩu, với việc tạo ra nhiều doanh nghiệp công nghiệp nhà nước. Dân số tăng nhanh và ngày càng đô thị hóa, trong khi nhiều người Mexico chuyển đến Hoa Kỳ để tìm kiếm cơ hội kinh tế tốt hơn.
Một kỷ nguyên mới bắt đầu ở Mexico sau cuộc bầu cử tổng thống năm 1988. Đảng Cách mạng thể chế hầu như không giành chiến thắng trong cuộc bầu cử gian lận rõ ràng. Tổng thống Carlos Salinas de Gortari bắt đầu triển khai sâu rộng tự do mới cải cách, trong đó yêu cầu việc sửa đổi Hiến pháp, đặc biệt là giảm bớt quyền lực của nhà nước Mexico để điều chỉnh các doanh nghiệp kinh doanh nước ngoài, mà còn nâng sự đàn áp của Giáo hội Công giáo La Mã ở Mexico. Nền kinh tế của Mexico đã được tích hợp hơn nữa với Hoa Kỳ và Canada sau năm 1994, khi Hiệp định thương mại tự do Bắc Mỹ (NAFTA) bắt đầu hạ thấp các rào cản thương mại. Bảy thập kỷ cai trị PRI đã kết thúc vào năm 2000 với cuộc bầu cử Vicente Fox của đảng Bảo thủ Partido Acción Nacional (PAN). Người kế vị của ông, Felipe Calderón, cũng thuộc PAN, đã bắt đầu một cuộc chiến chống lại các mafia ma túy ở Mexico vẫn đang tiếp diễn, dẫn đến hàng chục ngàn người chết. Trước cuộc chiến ma túy, PRI trở lại quyền lực vào năm 2012, dưới thời Enrique Peña Nieto, hứa hẹn rằng đảng đã tự cải tổ. Bạo lực và tham nhũng, tuy nhiên, vẫn tiếp tục, và sự không chắc chắn về số phận của NAFTA làm phức tạp tình hình. Vào tháng 7 năm 2018, Andrés Manuel López Obrador, ứng cử viên của đảng MORENA mới thành lập, đã giành được chức tổng thống trong lần bầu cử bất ngờ.